# Église Notre-Dame-de-l'Assomption d'Atur
L'église Notre-Dame-de-l'Assomption (dite aussi église Saint-Jean) est une église catholique située à Atur, en France.
Elle fait l'objet d'une protection au titre des monuments historiques.

## Localisation
L'église Notre-Dame-de-l'Assomption est située dans le département français de la Dordogne, en Périgord central, dans le bourg d'Atur.

## Historique
Sa construction remonte aux XIIe – XIIIe siècle. Elle a conservé un style roman malgré les modifications qu'elle a subies au cours des siècles. Il y a peu de documents permettant de reconstituer son historique. Le plus ancien document connu est le compte rendu de la visite canonique de 1688 dans lequel il est écrit : « la nef paroit avoir esté voutée, n'est lambrissée n'y pavée, n'y vitrée ». Il est probable que la guerre de Cent Ans et les guerres de Religion y ont fait des destructions.
L'arc en plein cintre du chœur, côté nef, a été restauré en 1757 d'après la date qui y est inscrite.
En 1812, Pierre Benoît de Laubrenet écrit au préfet pour l'alerter sur l'état de l'église. Des travaux sont entrepris en 1876 par l'architecte Meunier de Périgueux. Il réalise la voûte en plâtre et les lattis.
En 1989, des peintures murales datant des XIVe et XVe siècles représentant une tête de chevalier et un rempart ont été découvertes au cours de travaux de restauration, .
En 2016, une fresque datant du XIVe ou XVe siècle, masquée sous une peinture du XIXe siècle, a été mise au jour lors d'une phase de restauration de l'édifice.

## Description
L'église mesure 30 mètres de long et 8 mètres de largeur. Elle est à nef unique et se prolonge par un avant-chœur couvert par une coupole et surmonté d'un clocher carré et un chœur voûté en berceau.
On accède à l'intérieur de l'église par un portail situé au sud. Il est surmonté d'un arc en plein cintre à quatre voussures à moulures prismatiques dans le prolongement de fines colonnes. L'archivolte extérieure repose sur des culs-de-lampe représentant des angelots. Au sommet des voussures se trouve une tête grimaçante. Ce portail date du XVe siècle.
L'église était fortifiée. Il subsiste des mâchicoulis. Le clocher carré a été contrebuté au XIXe siècle.
La nef comprend trois travées. La chapelle de la Vierge s'ouvre côté nord de la nef par un arc en plein cintre. Elle est voûtée d'une croisée d'ogives. Les retombées des ogives, du côté de nef, se font sur des culots représentant un angelot portant un blason côté ouest et un dragon côté est. La chapelle est surmontée d'une chambre de défense à laquelle on accède par un escalier à vis.

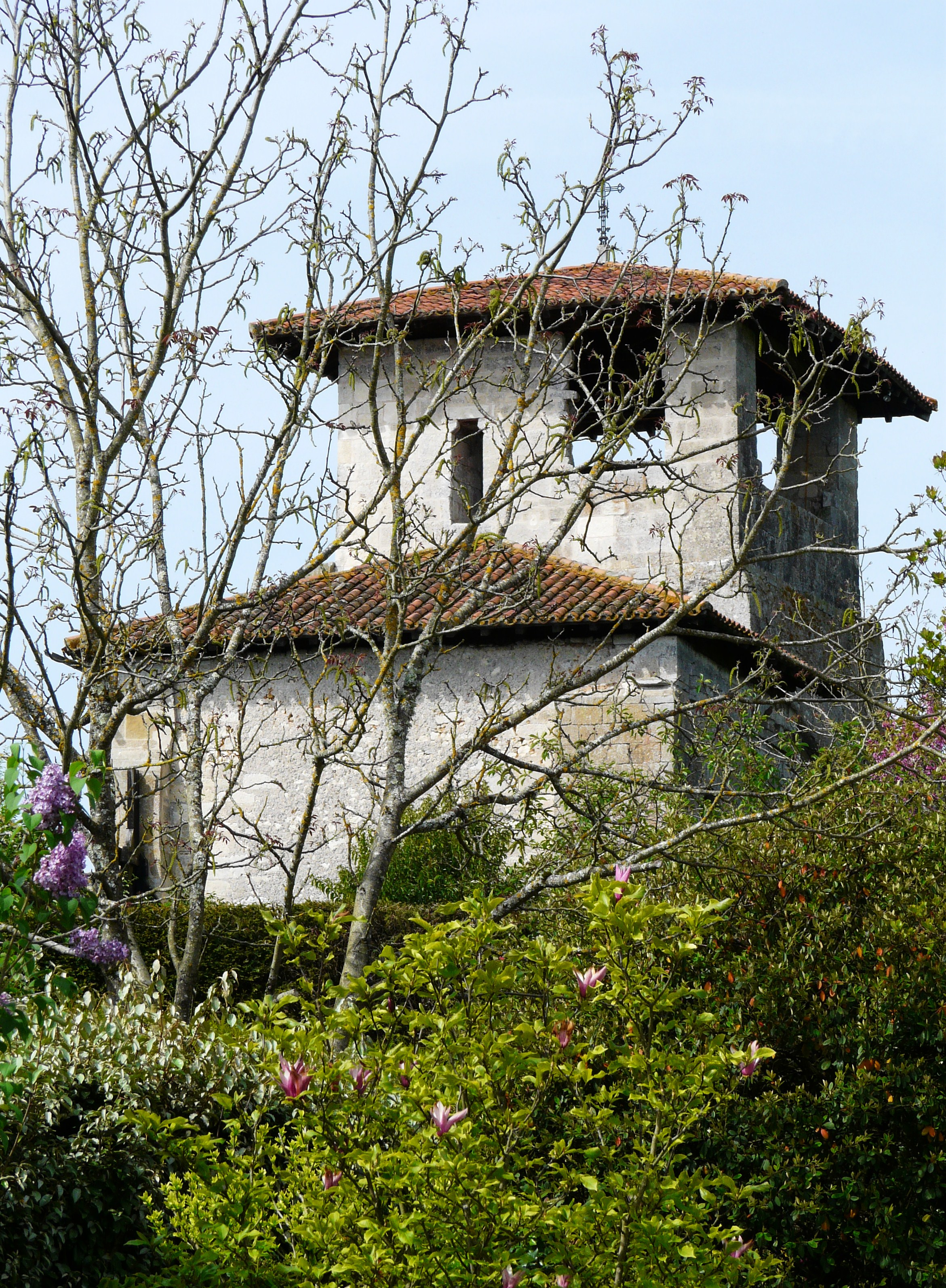
Le clocher carré.
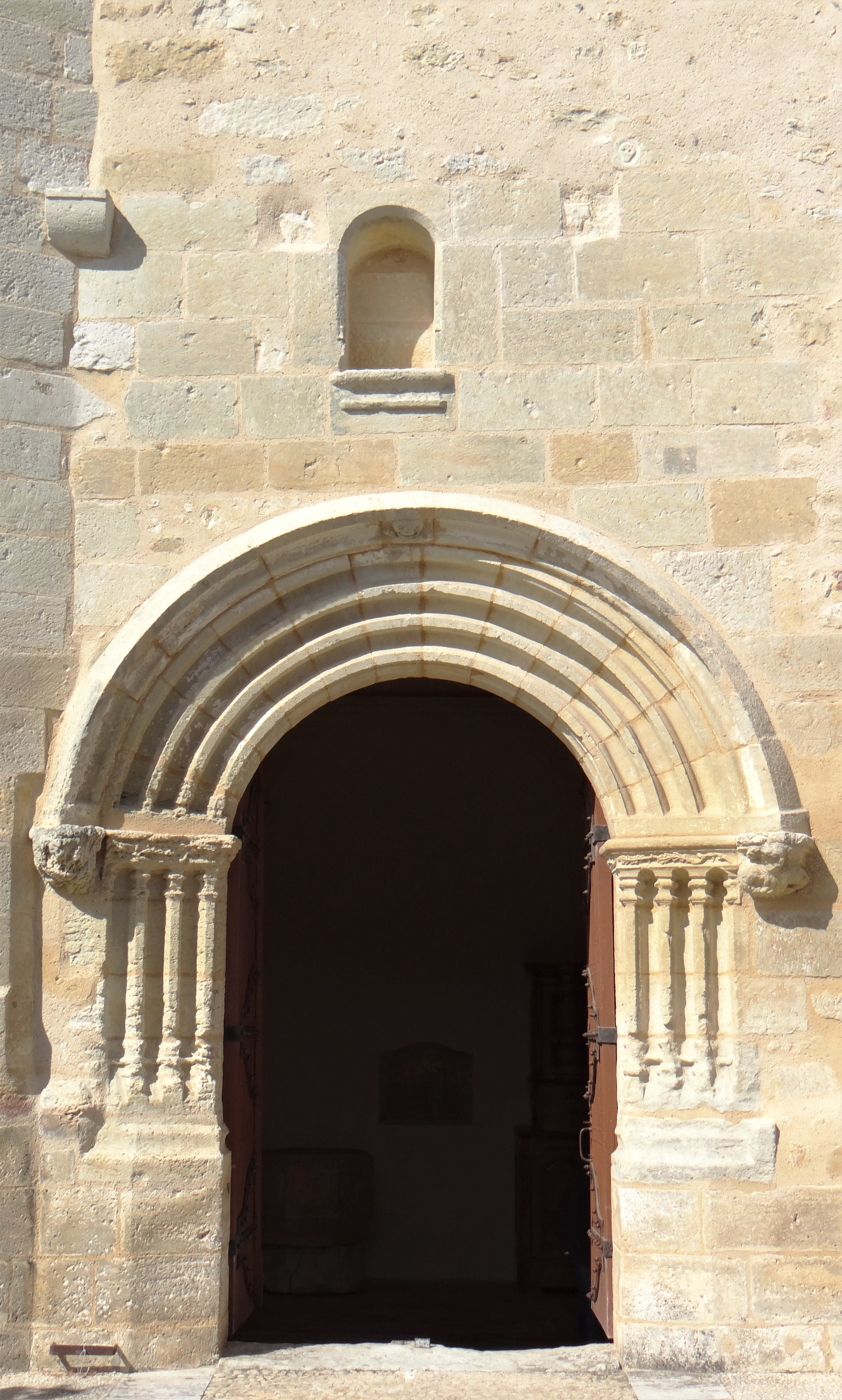
Portail.
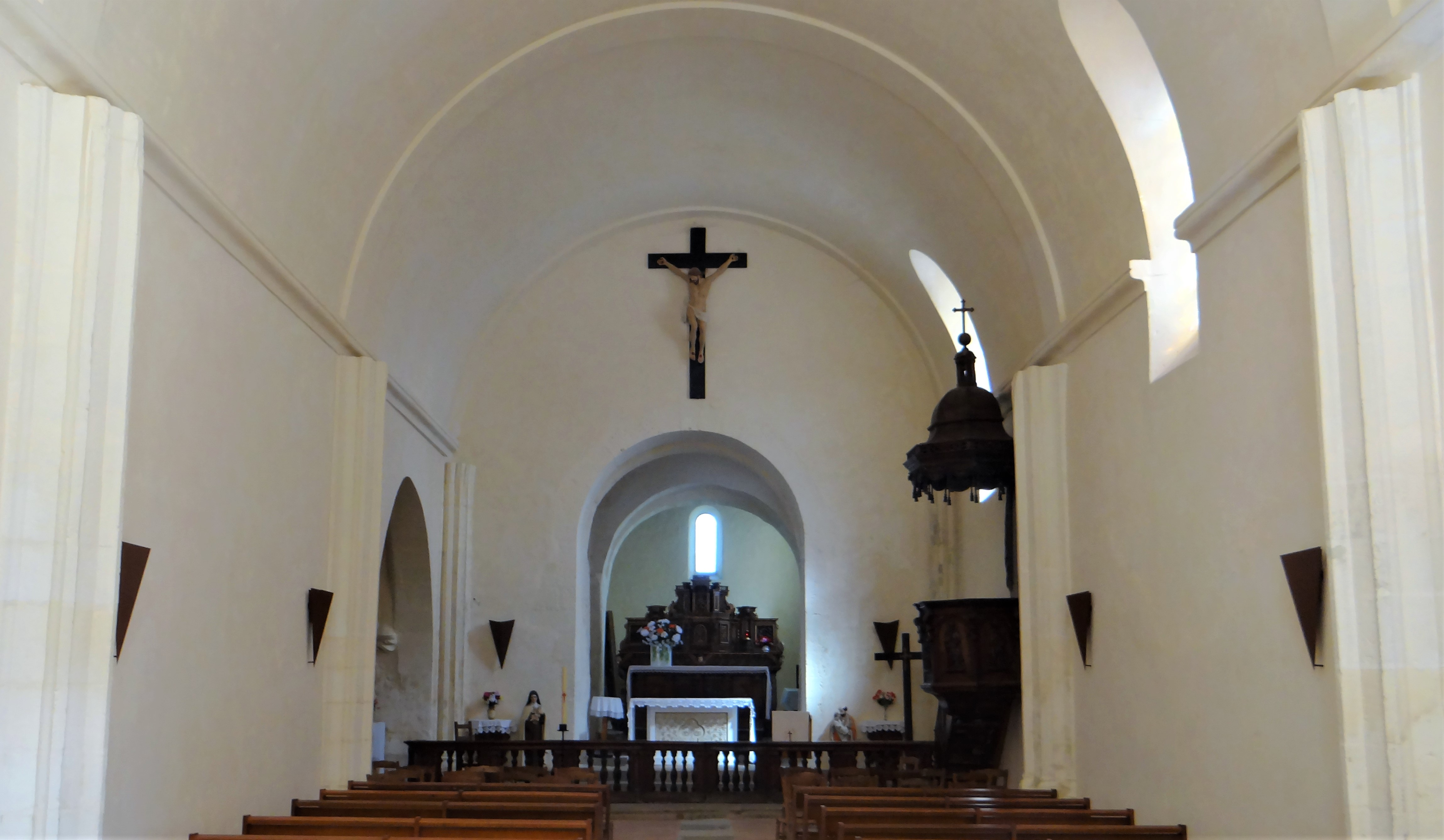
Nef avec des colonnes gothiques coupées.
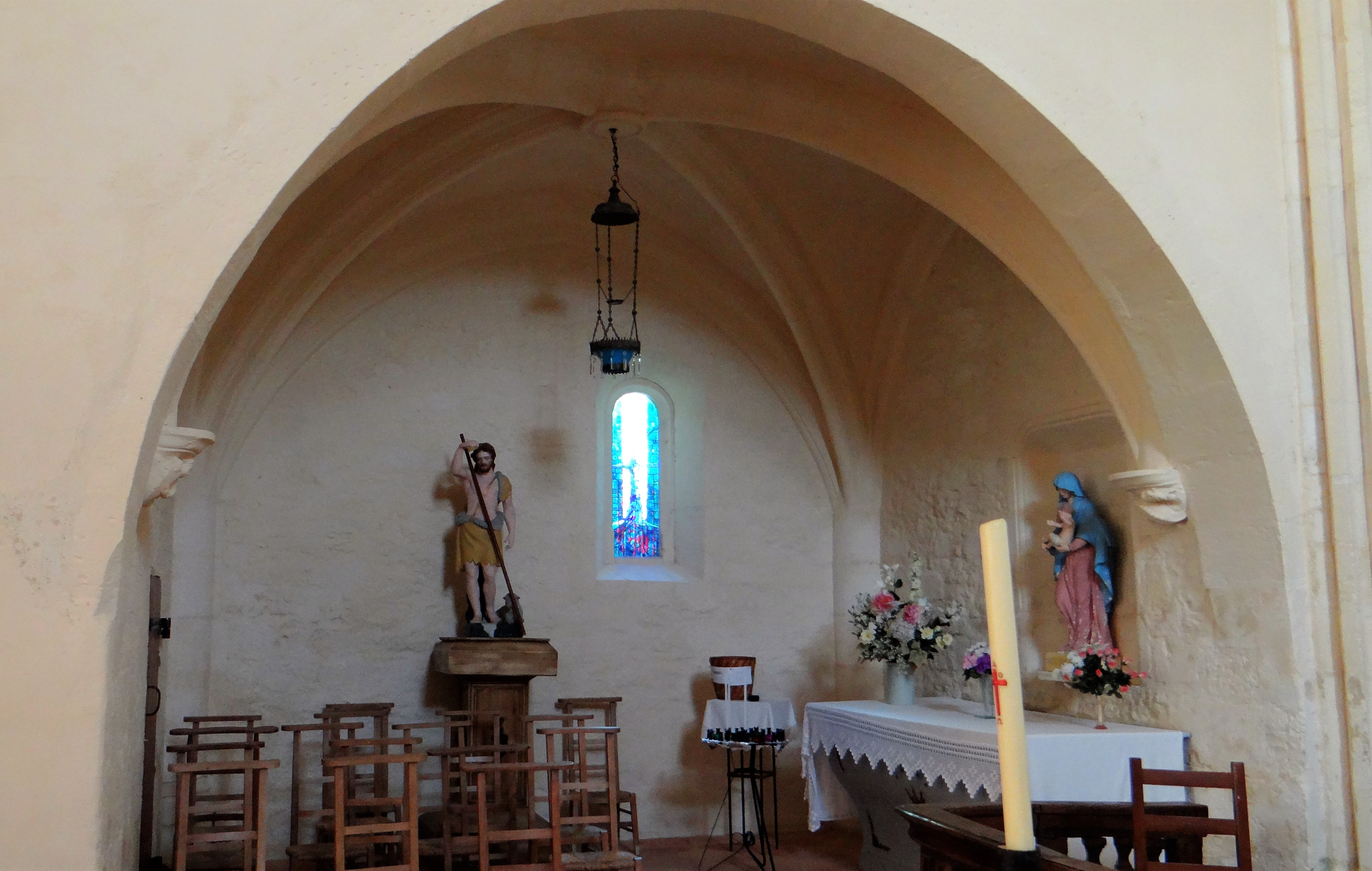
Chapelle de la Vierge.
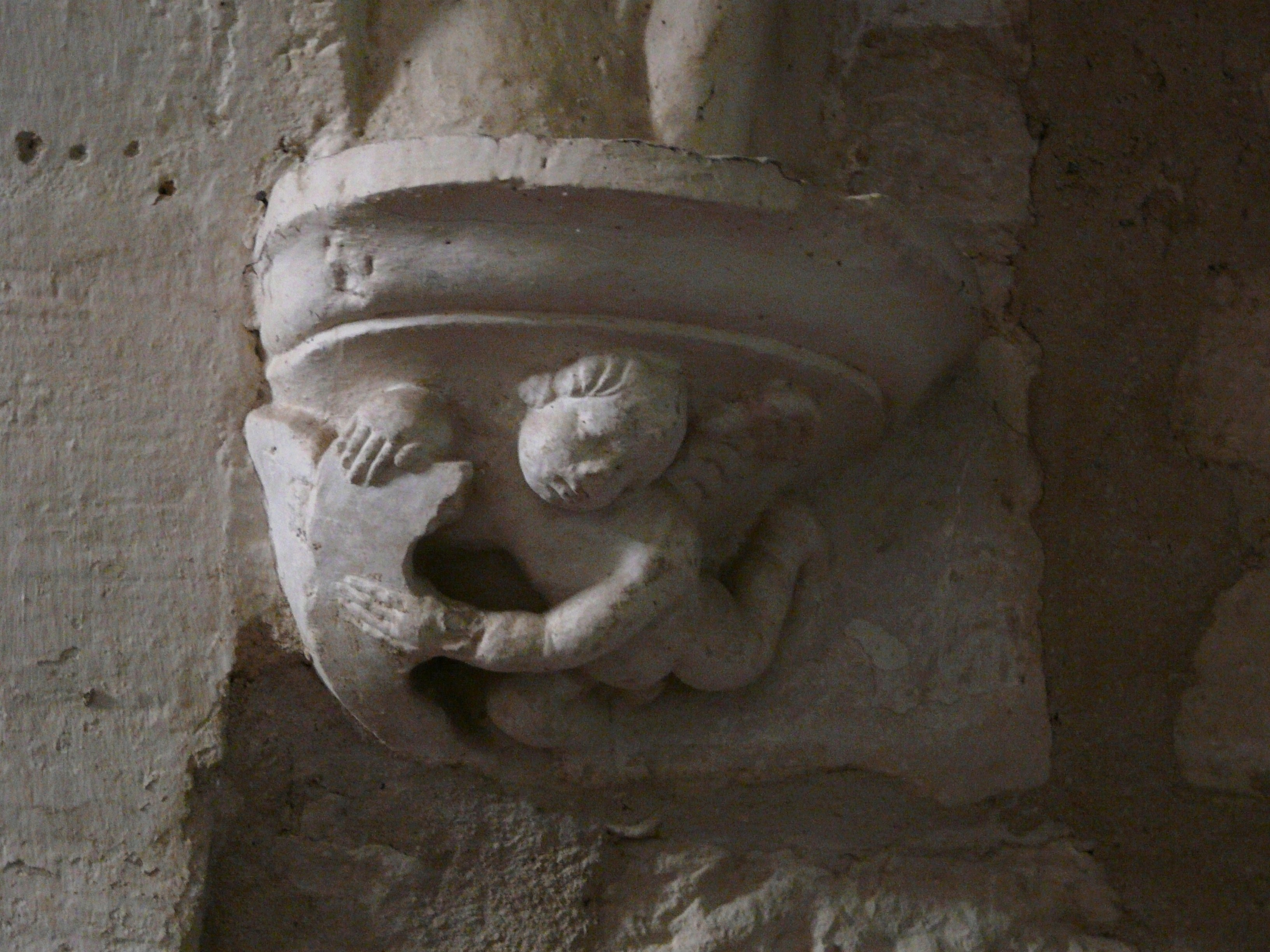
Cul-de-lampe de la chapelle de la Vierge représentant un angelot.
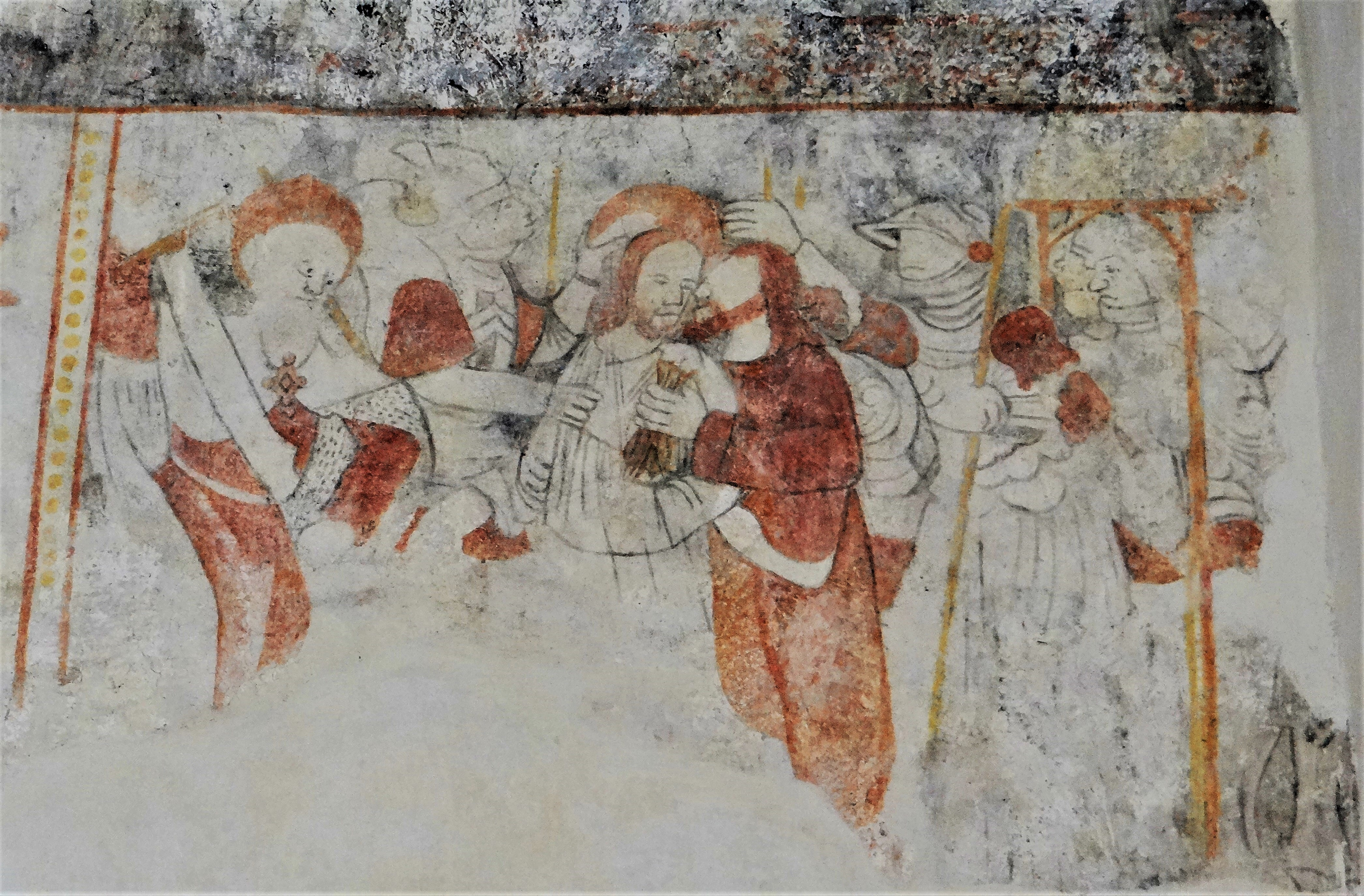
Peinture murale du chœur représentant le baiser de Juda à Jésus sous une litre funéraire.

## Mobilier
- Cuve baptismale du XVe siècle de forme octogonale décorée de huit blasons fortement détériorés, reposant sur un cylindre à neuf pieds rayonnants.
- Meuble de sacristie à deux corps du XVIIIe siècle.
- Chaire du XVIIIe siècle en noyer, décorée des quatre évangélistes.
- Retable du XVIIIe siècle en noyer porté par un autel en bois du XIXe siècle.
- Trois tableaux du XIXe siècle en mauvais état dans l'avant-chœur, dont un représentant saint Jean le Baptiste baptisant Jésus.
- Sculpture en bois polychrome du XVIIIe siècle représentant la Trinité.

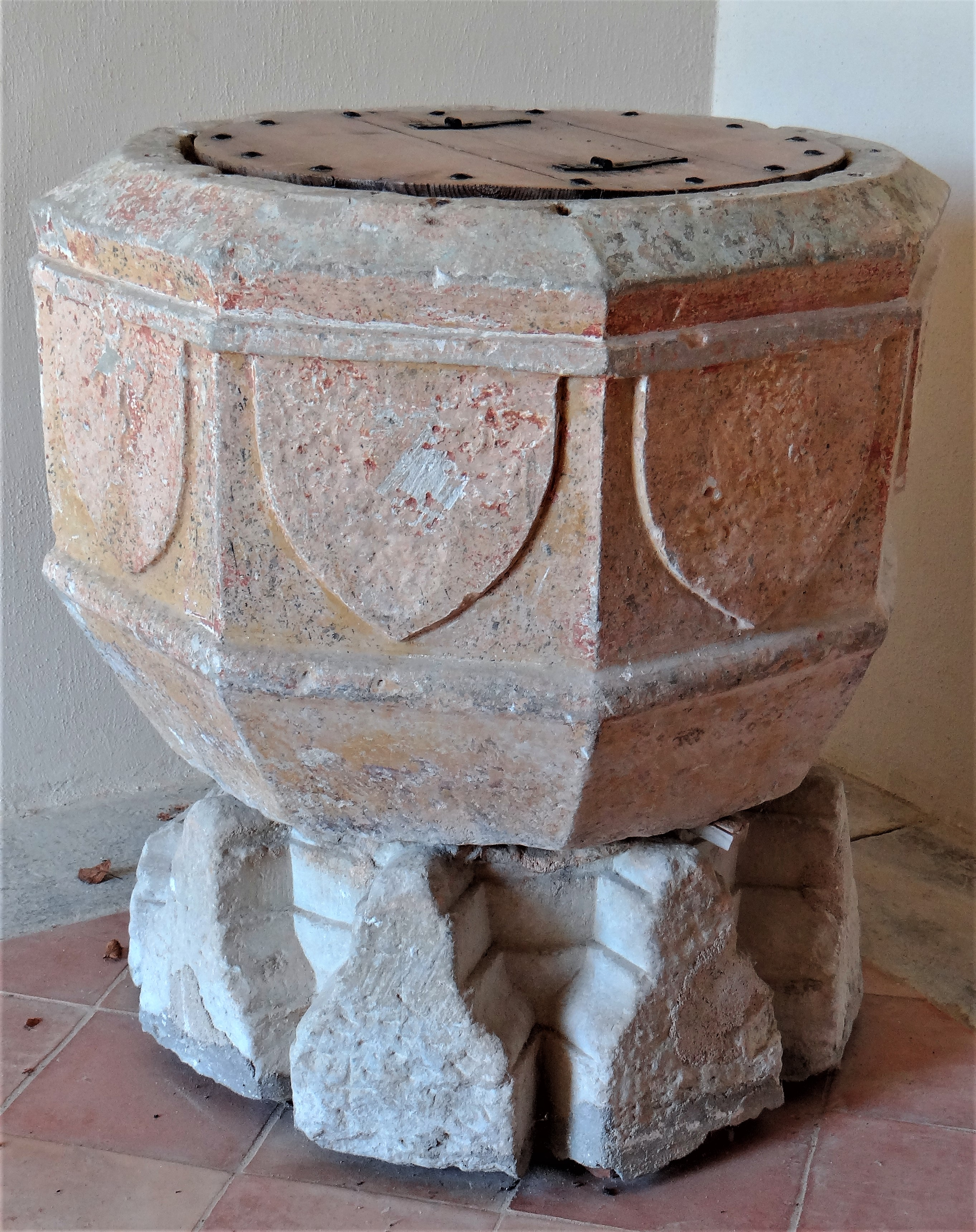
Cuve baptismale.
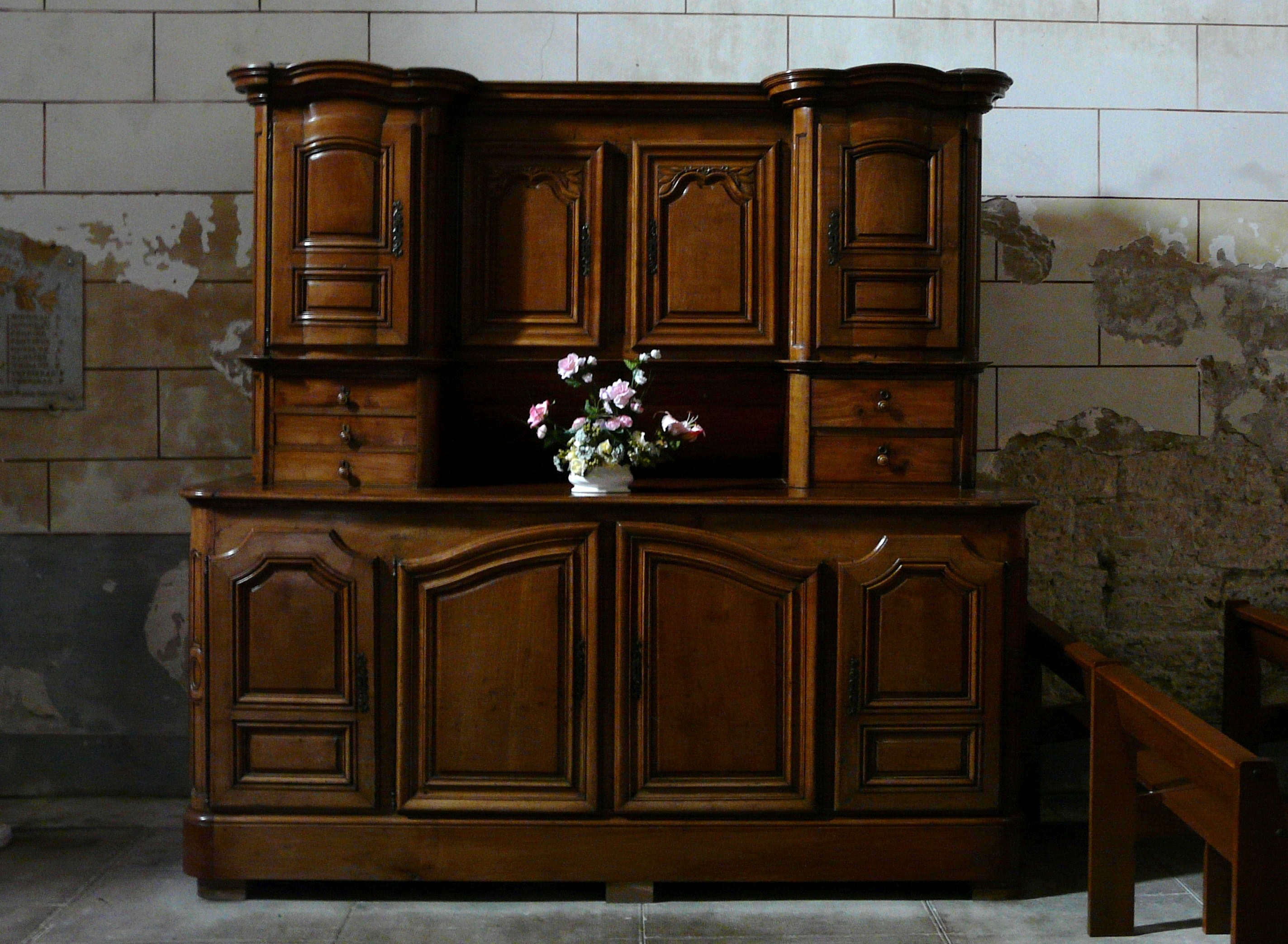
Meuble de sacristie de style Louis XV.
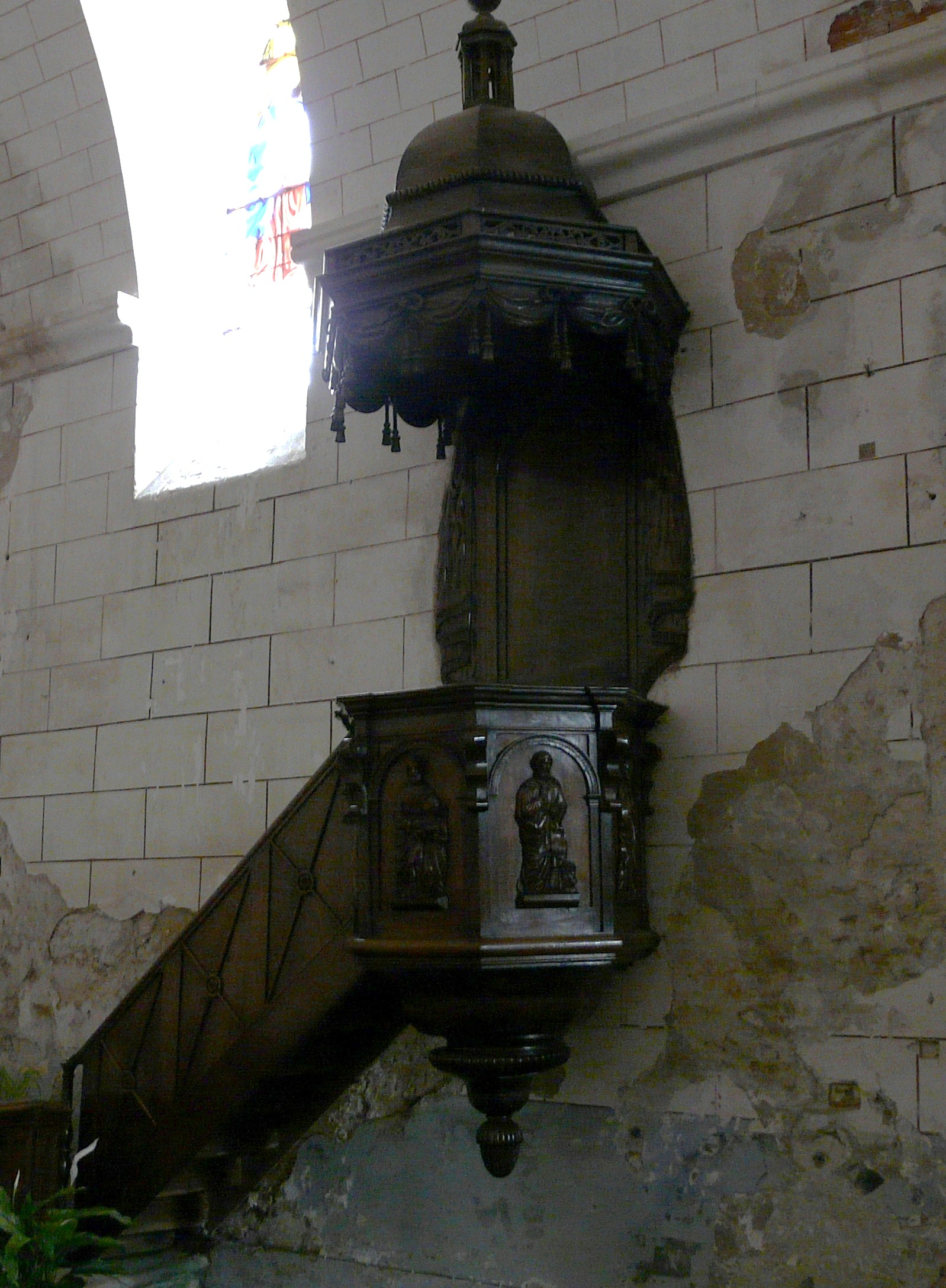
La chaire.
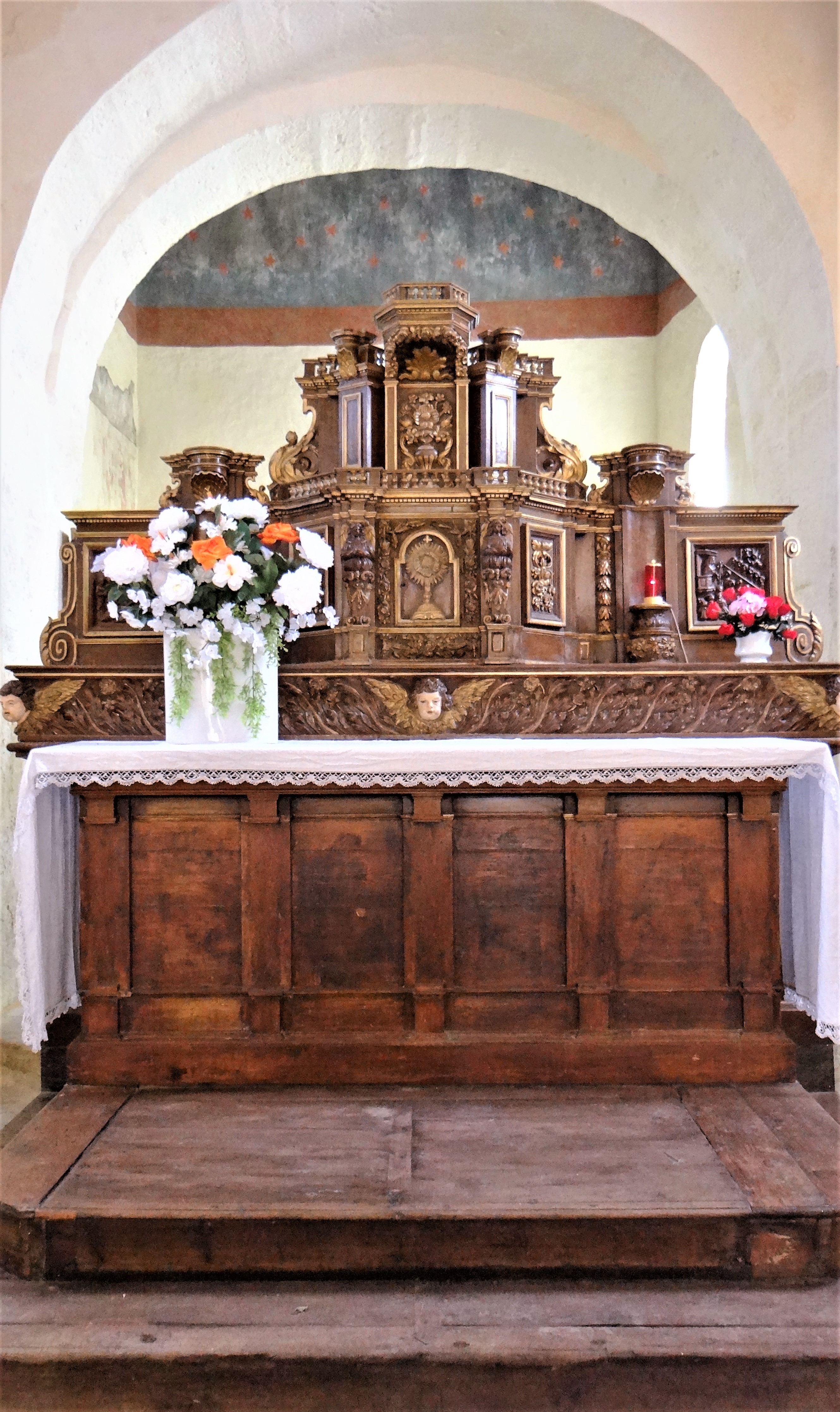
Maître-autel avec un retable en noyer du XVIIIe siècle.
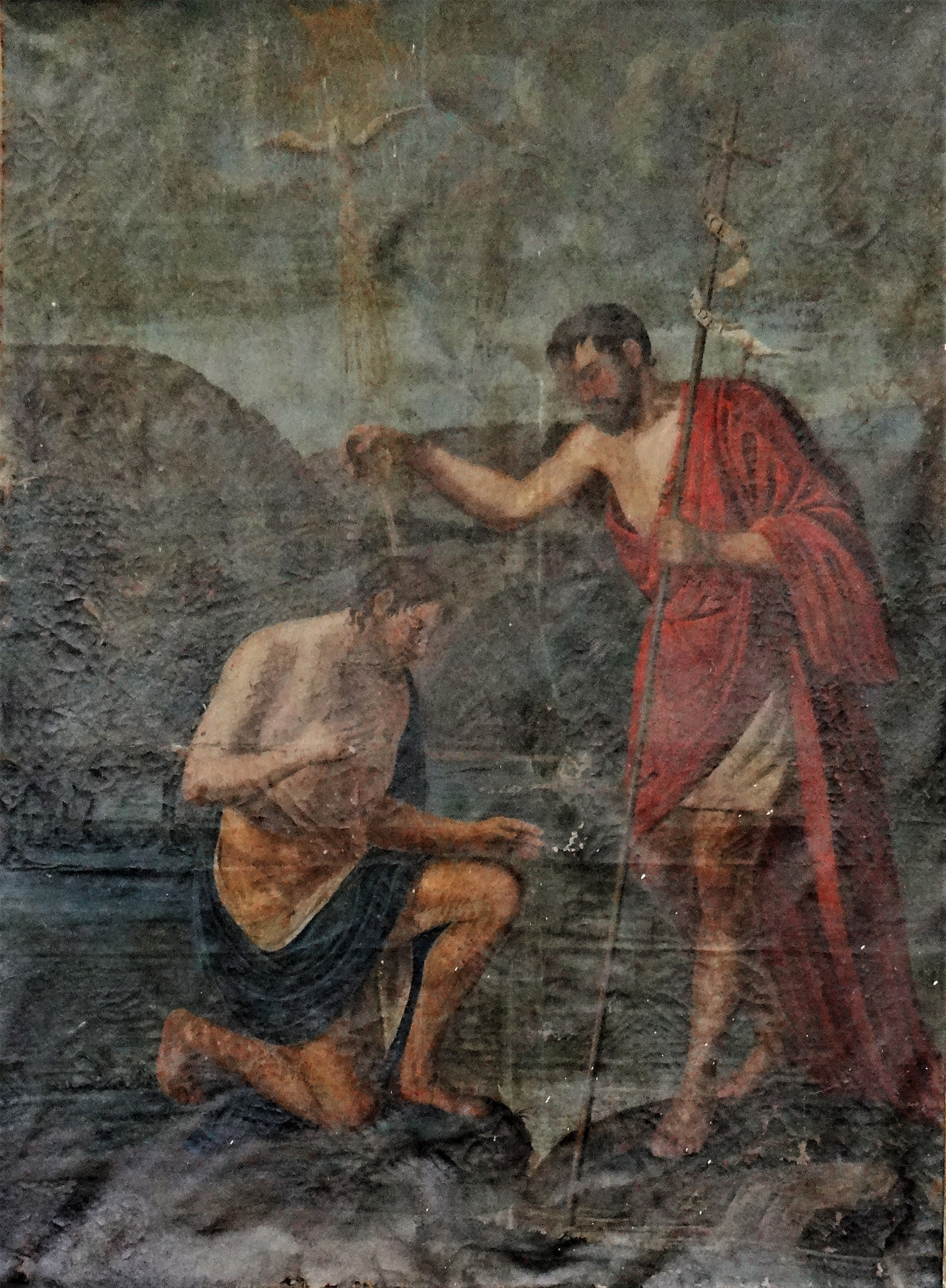
Saint Jean le Baptiste baptisant Jésus.

## Vitraux
- Deux vitraux sur la façade sud de l'église sont signés par Henri Audoynaud (1811-1878)[3],[4], peintre verrier à Périgueux, 1870, représentant la Vierge à l'Enfant et saint Jean le Baptiste.

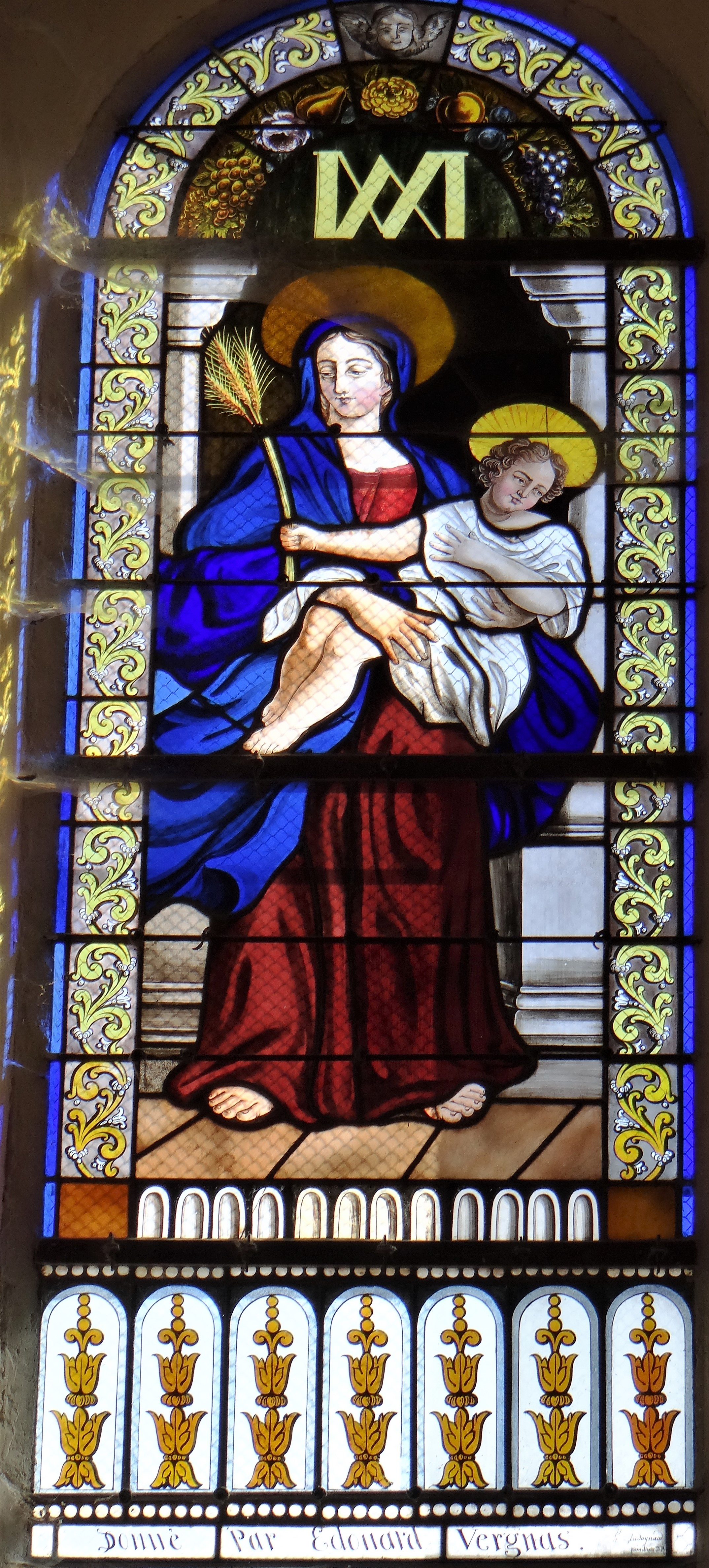
Vitrail Vierge à l'Enfant.
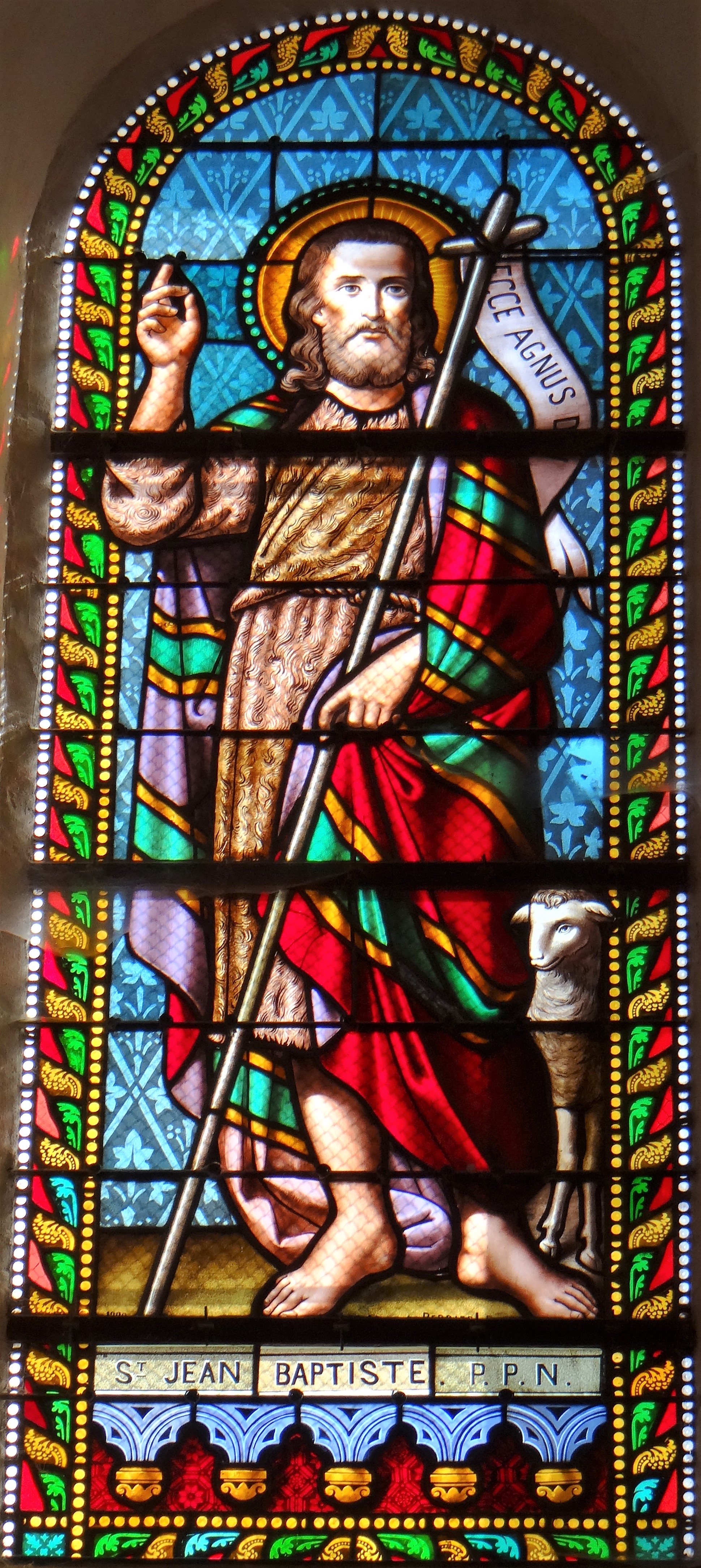
Vitrail saint Jean le Baptiste.

- Deux vitraux du XXe siècle sont signés du maître périgourdin Louis Martin.

## Protection
L'édifice est inscrit au titre des monuments historiques le 21 mai 1947. Elle renferme deux objets classés au titre des monuments historiques : une cuve baptismale du XVe siècle et un meuble de sacristie de style Louis XV.